# Новогурийский
Новогурийский (иногда Ново-Гурийский) — хутор в Белореченском районе Краснодарского края России. Входит в состав Бжедуховского сельского поселения.

## Географическое положение
Расположен в 5,8 км от центра поселения и в 16,8 км от районного центра.

## Население
| 2002 | 2010 |
| ---- | ---- |
| 173  | ↘149 |

По данным переписи 2002 года в национальной структуре населения хутора преобладают русские (91 %).

## Улицы
- пер. Южный,
- ул. Набережная,
- ул. Северная,
- ул. Школьная[6].

## Объекты культурного наследия
- Обелиск в честь земляков, погибших в годы Великой Отечественной войны, 1970-е годы[7].